# Asteria (tytanida)
Asteria (gr. Ἀστερία Astería, łac. Asteria) – w mitologii greckiej jedna z tytanid.
Należała do drugiego pokolenia tytanów. Uchodziła za córkę tytana Kojosa i tytanidy Fojbe oraz siostrę Latony. Związana z tytanem Persesem miała z nim córkę Hekate. Prześladowana namiętnością Zeusa, w ucieczce zamieniła się w przepiórkę i rzuciła do morza; tam stała się wyspą zwaną Ortygia (Wyspa Przepiórek), później nazwaną Delos.
Jej imieniem nazwano jedną z planetoid – (658) Asteria.